# Мошки
Мошки, мошкові, кумликові, кусюки, симуліїди (Simuliidae) — родина двокрилих комах, самки імаго яких здебільшого є компонентом комплексу гнуса. Зараз в світовій фауні налічується близько 1500 видів мошок. Викопні мошки відомі з часу середньої юри (приблизно 160 млн років тому).
В Україні провідним фахівцем по групі є К. Б. Сухомлін.

## Роди
- Araucnephia
- Araucnephioides
- Archicnephia
- Austrosimulium
- Baisomyia
- Cnephia
- Cnesia
- Cnesiamima
- Crozetia
- Ectemnia
- Gigantodax
- Greniera
- Gydarina
- Gymnopais
- Kovalevimyia
- Levitinia
- Lutzsimulium
- Mayacnephia
- Metacnephia
- Paracnephia
- Parasimulium
- Paraustrosimulium
- Pedrowygomyia
- Prosimulium
- Simuliites
- Simulimima
- Simulium
- Stegopterna
- Sulcicnephia
- Titanopteryx
- Tlalocomyia
- Twinnia

Викопні
- †Ugolyakia